# Homenaje a Remedios Varo
Homenaje a Remedios Varo ist ein Jazzalbum von John Zorn. Die am 11. und 12. April 2023 im Studio EastSide Sound, New York City entstandenen Aufnahmen erschienen 2023 auf Tzadik.

## Hintergrund
Die in Spanien geborene Künstlerin Remedios Varo aus der Mitte des 20. Jahrhunderts wird wegen der visionären Qualität ihrer Gemälde und Zeichnungen und ihrer ausgesprochenen Hingabe an die Traumwelt am häufigsten als Surrealistin in Erinnerung gerufen. Sie sei genau die Art von historischer Figur, die zu einer Hommage, geschrieben von John Zorn, dem überaus produktiven, bewusst vielseitigen Komponisten inspiriert, meinte Nate Chinen. Er spielt auf dem Album nicht mit, sondern überlässt die Ausführung stattdessen dem von ihm geleiteten Quartett Incerto,  das aus Brian Marsella am Piano, Jorge Roeder am Bass, Ches Smith am Schlagzeug und Julian Lage an der Gitarre besteht. Bereits 2022 veröffentlichte Zorn mit diesem Quartett, für das er das Klaviertrio von Suite for Piano (2022, mit Marsella, Roeder, Smith) um den Gitarristen Lage ergänzte, sein Album Incerto.
Das Cover-Design enthält Details aus Gemälden von Remedios Varo – die Kapuzenfigur aus „Ruptura“ (1955) und die drei kleinen Vögel aus „Creación de las Aves“ (1957).

## Titelliste
- John Zorn: Homenaje a Remedios Varo  (Tzadik TZ9303)[3]

1. Blue Equinox  6:12
2. Somnambula  4:03
3. The Three Wands  3:55
4. Nocturnals  5:17
5. The Week With Nine Mondays  3:10
6. A Wilderness of Mirrors  5:37
7. Emerging Light  3:00
8. A Luminous Parable of Indeterminate Import  1:56
9. Patience  6:19

Die Kompositionen stammen von John Zorn.

## Rezeption
Nate Chinen, der Homenaje a Remedios Varo bei National Public Radio als eines der zehn besten Jazzalben des Jahres 2023 präsentierte, bemerkte, dass es ein weit verbreitetes Missverständnis über Zorns Musik gebe, nämlich dass es dort nur um Übertretung und Erschütterungen geht. Das sei zwar nicht völlig daneben, aber erbärmlich unvollständig. „Homenaje a Remedios Varo“ biete eine virtuose Leistung der von ihm geleiteten Gruppe, insbesondere von Julian Lage an der Gitarre, der 2023 auch auf einigen anderen Zorn-Alben (wie Quatrain) zu hören war (neben seinem eigenen Album The Layers, 2023). Der Umgang der Musiker mit Zorns Kompositionen, die sehr flink sind und die Richtung sehr schnell ändern können, sei heroisch, aber sie wüssten auch, wie man einer pastoralen Hymne wie „Patience“ die richtige Anmut und Demut verleihe.
Graham Reid (Elsewhere) stellte fest, dass es in Ermangelung an Informationen nicht ganz sicher sei, ob es sich tatsächlich um Zorns Kompositionen handele. Dem bemerkenswerten Quartett gelinge es, innerhalb weniger Takte vom klaviergetriebenen Swing zu Bill Frisell zu wechseln. Aber es würde sich nie so anhören, als ob das Fahrzeug plötzlich ausschert, „vielmehr sind die Musiker mit von der Partie und man kann ihr glücklicher Beifahrer sein, obwohl der Sicherheitsgurt Pflicht ist.“